# 万大庆
万大庆（1964年—），出生于重庆璧山青杠，中国数学家，加州大学欧文分校教授。

## 生平
1978年，万大庆考上了成都地质学院（现成都理工大学）数学系。1982年，他考上了四川大学数学系研究生。1991年，他获得了华盛顿大学博士学位，导师是尼尔·科布利茨。自1997年起，他在加利福尼亚大学欧文分校任教；他还在普林斯顿高等研究院、宾夕法尼亚州立大学、雷恩大学、美国国家数学科学研究所和中国科学院担任访问教授。

## 研究兴趣
他的研究兴趣包括数论和算术代数几何，尤其是有限域中的ζ函数。他因证明Dwork猜想而知名

## 奖项和荣誉
2001年，他获得了晨兴数学奖银奖。